# Ки (Јон)
Ки (фр. Cuy) насеље је и општина у источном делу централне Француске у региону Бургоња, у департману Јон која припада префектури Санс.
По подацима из 2011. године у општини је живело 779 становника, а густина насељености је износила 111,76 становника/km². Општина се простире на површини од 6,97 km². Налази се на средњој надморској висини од 33 метара (максималној 128 m, а минималној 61 m).

## Демографија
| 1962. | 1968. | 1975. | 1982. | 1990. | 1999. | 2011. |
| ----- | ----- | ----- | ----- | ----- | ----- | ----- |
| 246   | 248   | 251   | 291   | 566   | 639   | 779   |

График промене броја становника у току последњих година